# Roland Moebius
Roland Moebius (* 8. November 1929 in Mödling; † 7. Mai 2020 in Altenberg) war ein österreichischer Architekt.

## Leben
Roland Moebius studierte bei Franz Schuster an der Hochschule für angewandte Kunst Wien. Er heiratete Monika Pflaum, eine Großnichte des Bankiers Alexander Pflaum. 1971 gründete er mit Alexander Marchart das Architekturbüro Marchart, Moebius & Partner in Wien, an dem auch die Architekten Helmut Benesch und Josef Moser beteiligt waren. Das Büro plante eine Vielzahl öffentlicher Gebäude, insbesondere Krankenhäuser und Hochschulen. Moebius ist seit 1966 Mitglied des Wiener Künstlerhauses. Als Marchart 1975 aus der Gesellschaft austrat, tat es ihm Moebius gleich, Moebius wurde allerdings bereits 1976 wieder aufgenommen. 1999 wurde er mit dem Goldenen Lorbeer des Künstlerhauses geehrt. Im Jahr 2000 wurde das Büro Marchart, Moebius & Partner aufgelöst. Der Teilhaber Helmut Benesch machte sich mit dem Architekturbüro Benesch Architekten selbstständig. Der Teilhaber Josef Moser gründete mit seinem Sohn Marius Moser das Architekturbüro Moser Architekten.

## Bauten

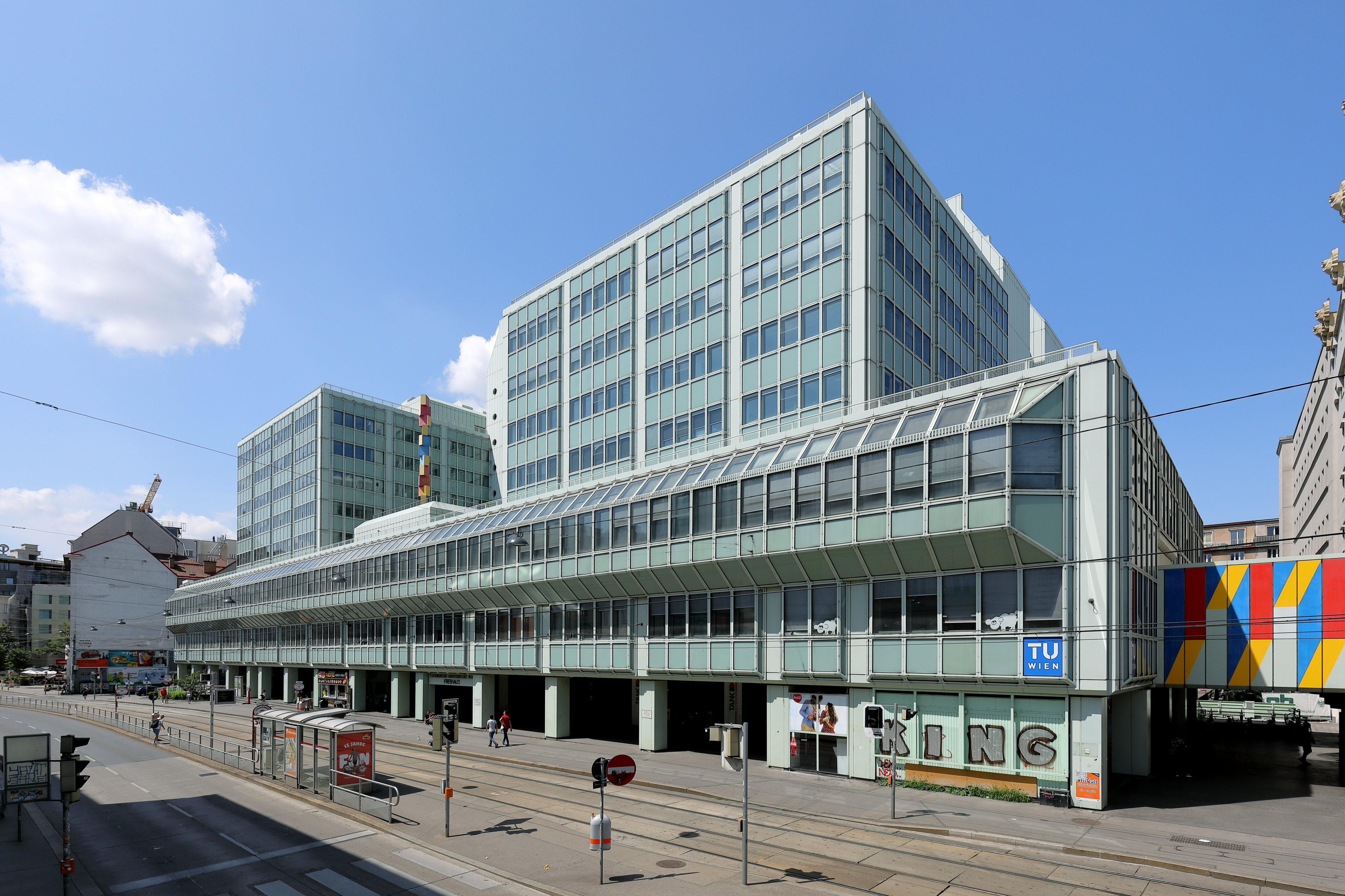
Das Institutsgebäude „Freihaus“ der TU Wien (ab 1976)

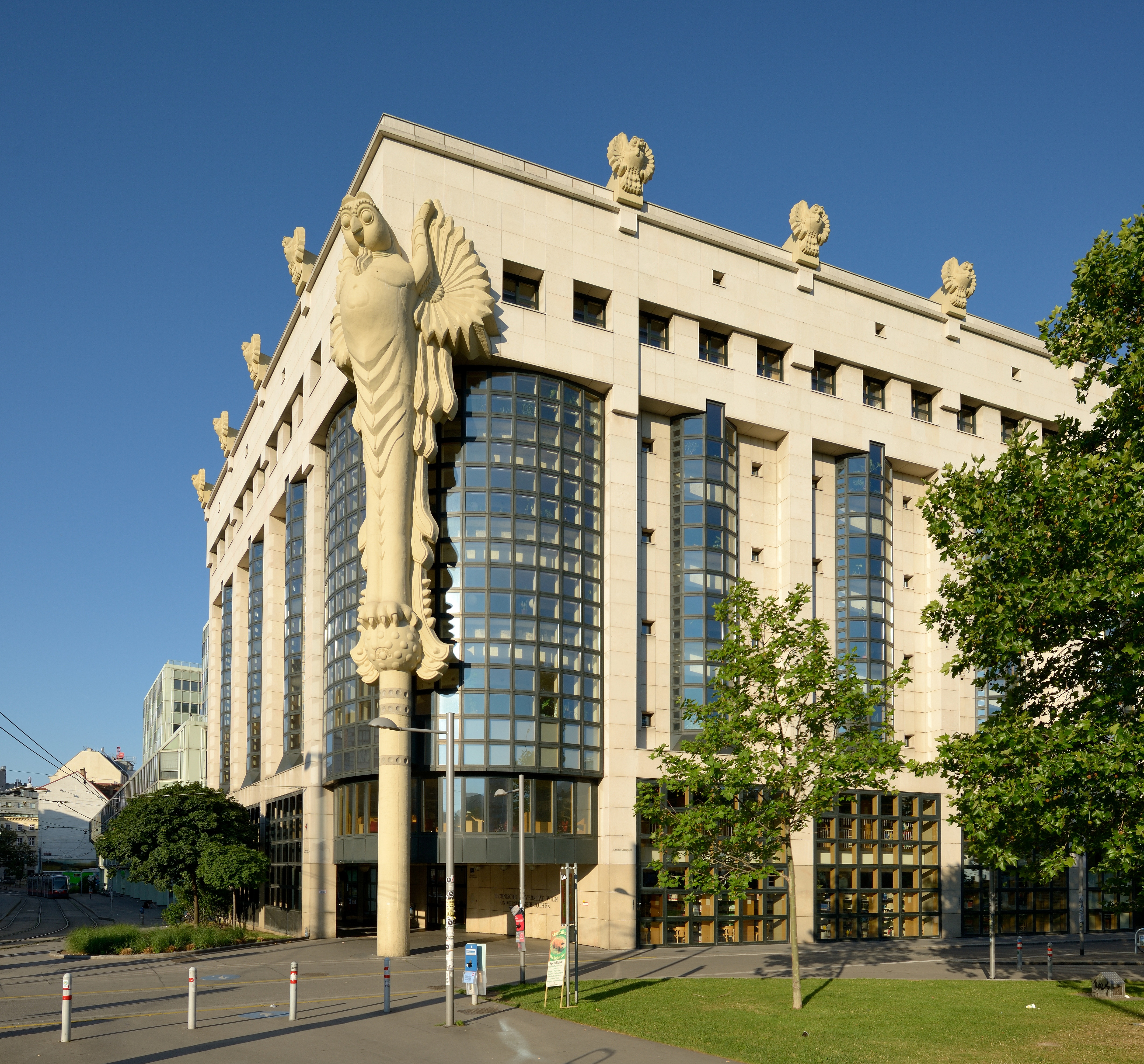
Universitätsbibliothek der TU Wien

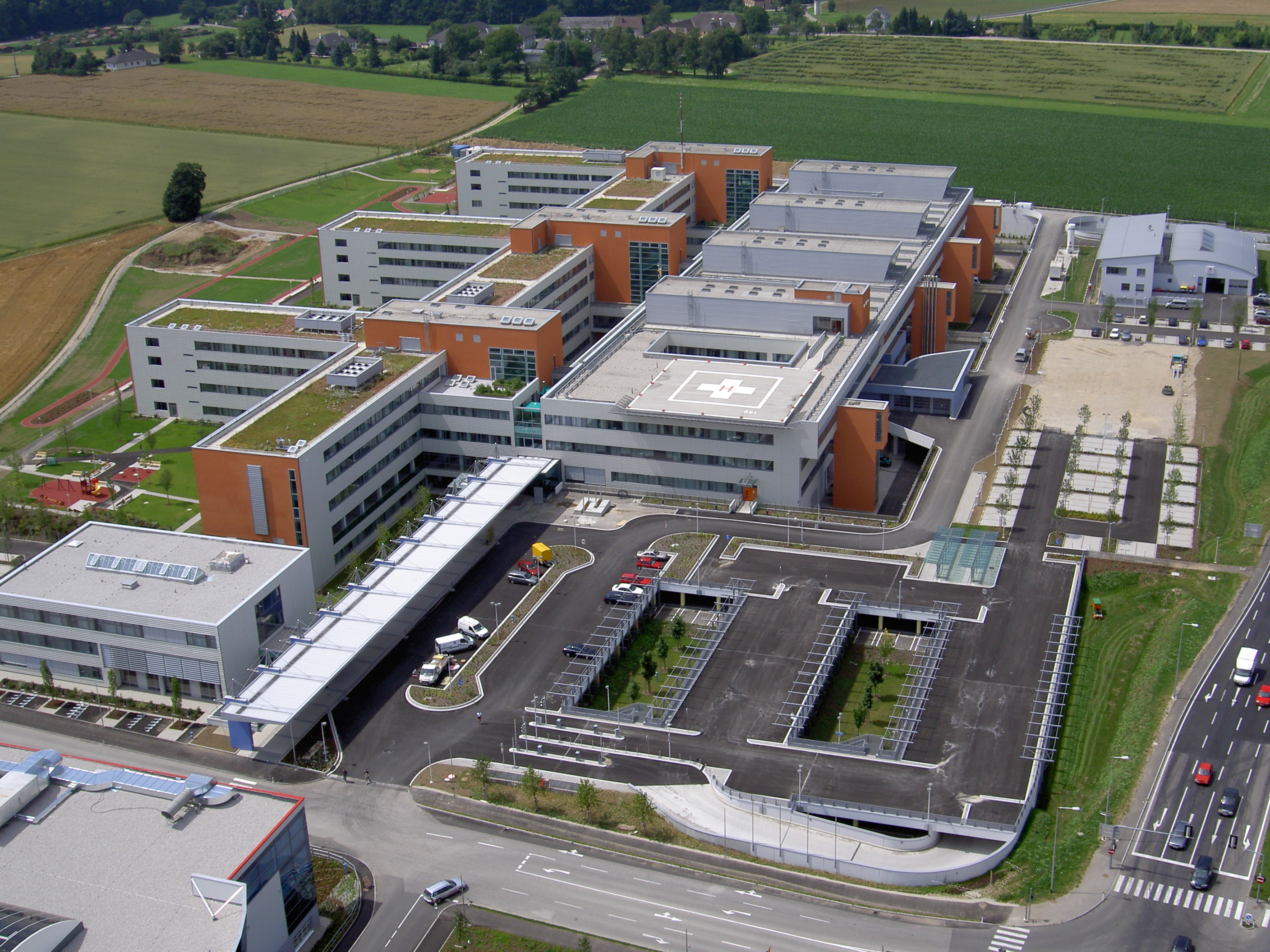
Landeskrankenhaus Vöcklabruck

- Allgemeines Krankenhaus der Stadt Wien, Währinger Gürtel 18–20, Wien-Alsergrund (erbaut 1968–1989; mit Wolfgang Bauer, Georg Köhler, Felix Kässens, Hannes Lintl, Georg Lippert, Alexander Marchart, Otto Mayr und Otto Nobis)[9]
- Klinik am Eichert, Eichertstraße 3, Göppingen (erbaut 1971–1979; mit Alexander Marchart)[10]
- Sozialmedizinisches Zentrum Ost – Donauspital, Langobardenstraße 122, Wien-Aspern (erbaut 1973–1992; mit Alexander Marchart, Alfred Podgorschek, Ernst Schuster und Josef Fleischer)[11]
- Wohnanlage „Wohnen morgen“, Kärntner Straße 37–49, Leoben-Lerchenfeld (um 1973; mit Alexander Marchart)[12]
- Freihaus der Technischen Universität Wien, Wiedner Hauptstraße 8–10, Wien-Wieden (erbaut ab 1975; mit Alexander Marchart)[13]
- Pädagogische Akademie Baden, Mühlstraße 67, Baden (erbaut 1976; mit Alexander Marchart)[14]
- Weinbergkirche, Börnergasse 16, Wien-Sievering (erbaut 1980–1981; mit Alexander Marchart)[15]
- Bürogebäude des Bundeskanzleramtes, des Außen- und Innenministeriums, Minoritenplatz 9, Wien-Innere Stadt (erbaut 1982–1986; mit Alexander Marchart)[16]
- Universitätsbibliothek der Technischen Universität Wien, Wiedner Hauptstraße 6, Wien-Wieden (erbaut 1984–1987; mit Alexander Marchart, Justus Dahinden und Reinhard Gieselmann)[17]
- Umgestaltung der Müllverbrennungsanlage Spittelau, Spittelauer Lände 45, Wien-Alsergrund (1988–1992; Planung mit Alexander Marchart und Waagner-Biro nach einem Entwurf von Friedensreich Hundertwasser)[18]
- Wohnpark Kornhäusel, Kornhäuselgasse 9, Wien-Brigittenau (erbaut 1996; mit Günther Suske, Harry Glück und Partner, Alexander Marchart, Helmut Benesch und Josef Moser)[19]
- Zubau West am Chirurgiegebäude des Landeskrankenhauses Innsbruck, Innsbruck-Wilten (erbaut 1997; mit Alexander Marchart, Prachensky/Leitgeb und Schlögl/Kastner)[20]
- Bürogebäude Mc Henry, Lassallestraße 9, Wien-Leopoldstadt (erbaut 1999–2002; mit Alexander Marchart und Soyka/Silber/Soyka Architekten)[21]
- Landeskrankenhaus Vöcklabruck, Dr.-Wilhelm-Bock-Straße 1, Vöcklabruck (erbaut 1999[22] –2003; mit Alexander Marchart)[23]